# Staatshaushalt (DDR)
Der Staatshaushalt der DDR umfasste die Haushalte der Kommunen, der Kreise, der Bezirke und des Gesamtstaates. In der Sprache der DDR war es die Gesamtheit der Geldfonds, die den staatlichen Organen zur Verfügung standen. Der Staatshaushalt war integraler Bestandteil der Fünfjahrespläne.  Für die Sicherung der Liquidität des Staatshaushaltes war das Ministerium der Finanzen der DDR zuständig.

## Schachtelprinzip
Im Gegensatz zu föderalistischen Staaten wie der Bundesrepublik Deutschland war die DDR als Zentralstaat organisiert. Die Bezirke und Gebietskörperschaften verfügten über keine finanzpolitische Selbstständigkeit. Die Haushalte der jeweils untergeordneten Ebenen waren gemäß dem Schachtelprinzip gleichzeitig Teil der Haushaltspläne der Übergeordneten. Die übergeordneten Ebenen hatten gemäß dem Prinzip des „Demokratischen Zentralismus“ ein Weisungsrecht nach unten.
Entsprechend umfasste der Staatshaushalt die gesamten Einnahmen und Ausgaben des Öffentlichen Sektors.
Dieses Prinzip der Einheit aller öffentlichen Haushaltspläne wurde erstmals in § 1 des Gesetzes über die Reform des öffentlichen Haushaltswesens vom 15. Dezember 1950 beschrieben.

## Erstellung
Grundlage der Erstellung des Haushaltsplans war das Gesetz über die Staatshaushaltsordnung (STHHO) vom 17. Februar 1954, das 1968 novelliert wurde.
Inhaltlich wurden Vorgehen und Struktur durch die Planungsordnung vorgegeben. Formal wurde der Staatshaushalt gemäß Art. 88 der Verfassung der DDR vom 7. Oktober 1949 (die 1968er Verfassung erwähnt das Etatrecht der Volkskammer nicht) von der Volkskammer beschlossen. Bis zur Wende 1989 war dies jedoch ein rein formaler Akt, da die Volkskammer weder frei gewählt war noch faktisch die Inhalte bestimmen konnte.

## Der Haushaltsplan als Teil des Fünfjahresplans
Der Haushaltsplan war ein Teil des Fünfjahresplans in der Planwirtschaft der DDR. Die Pläne der Volkseigenen Betriebe wurden über Subventionen vom und Gewinnabführungen an den Staatshaushalt mit ihm verknüpft.

## Die Einnahmen des Staatshaushaltes
„Durch die Abführung von produktgebundenen Abgaben (PA) und Produktionsfondsabgaben (PFA) an den Staatshaushalt sowie durch beauflagte Nettogewinnabführungen wurde der größte Teil des in den Wirtschaftseinheiten erarbeiteten Mehrprodukts im Staatshaushalt als sog. ‚zentralisiertes Reineinkommen‘ konzentriert. Eigenverantwortung und Finanzkraft der Wirtschaftseinheiten blieben entsprechend beschränkt.“

Von den Erlösen der Betriebe wurde zunächst eine produktgebundene Abgabe (PA) an den Staatshaushalt abgeführt. Dies entspricht in etwa der Funktion einer Umsatzsteuer.
Nach Abzug der PA und der Kosten des Unternehmens ergab sich der Gewinn. Hiervon wurde die Produktionsfondsabgabe (PFA) an den Staatshaushalt abgeführt. Dies war vergleichbar einer betrieblichen Vermögensteuer. Vom verbleibenden Nettogewinn wurde bei staatlichen Unternehmen (die den weitaus überwiegenden Teil der Unternehmen ausmachten) ein Teil als Nettogewinnabführung an den Staatshaushalt abgeführt und ein Teil in den Fonds der Betriebe belassen. Insoweit ähnelte die Nettogewinnabführung der Körperschaftsteuer, allerdings gab es keinen feststehenden Steuersatz, sondern die Nettogewinnabführung wurde je Betrieb in absoluter Höhe festgesetzt. Ab 1984 kam noch der Beitrag für gesellschaftliche Fonds, eine Art Lohnsummensteuer, dazu.
Diese Abführungen der Unternehmen stellten den weitaus größten Posten auf der Einnahmeseite dar.
| Jahr | Einnahmen in Mrd. Mark | Anteil an den Staatseinnahmen |
| ---- | ---------------------- | ----------------------------- |
| 1951 | 3                      | 11,5 %                        |
| 1955 | 13,7                   | 35,8 %                        |
| 1960 | 30,6                   | 60,3 %                        |
| 1965 | 31,7                   | 56,1 %                        |
| 1970 | 37,4                   | 54,8 %                        |
| 1977 | 77,5                   | 63,4 %                        |

Dementsprechend spielten Steuern nur eine geringere Rolle bei den Staatseinnahmen. Die Einkommensteuer erbrachte etwa 5 % des Haushaltsvolumens.

## Die Ausgaben des Staatshaushaltes
Die Ausgaben des Staatshaushaltes sind schwieriger nachzuvollziehen, da die Ausgaben aus Gründen der Propaganda nicht immer dort gezeigt wurden, wo die Gelder tatsächlich verwendet wurden. Beispielsweise war in den 1970er-Jahren ein großer Teil der offiziell herausgestellten Sozialausgaben der Zuschuss an die defizitäre Sozialversicherung. Insbesondere über Mittelzuweisungen an Unternehmen konnten wenig populäre Dinge, wie Rüstungsausgaben, außerhalb der dafür vorgesehenen Haushaltsposten finanziert werden.

## Haushaltsdefizite; Verschuldung im westlichen Ausland
Der offiziell veröffentlichte Staatshaushalt wies in jedem Jahr einen leichten Überschuss aus. Die Zahlungsbilanz unterlag strenger Geheimhaltung und war vor der Wende öffentlich nicht bekannt. 1970 hatte die DDR zwei Milliarden West-Mark Schulden. Am 1. November 1989 teilte Egon Krenz Michail Gorbatschow mit, die DDR habe etwa 49 Milliarden West-Mark Schulden im Ausland. Allein 1989 überstiegen die Ausgaben (umgerechnet etwa 18 Mrd. US-Dollar) die Einnahmen (5,9 Mrd. USD) um das Dreifache.
Gerhard Schürer korrigierte 1990 selbst seine Analyse vom Oktober 1989: „Die Auslandsverschuldung der DDR war mit 20,3 Milliarden DM um mehr als die Hälfte niedriger, als wir im Oktober 1989 ausgewiesen haben.“ Die Deutsche Bundesbank gibt die Verschuldung der DDR gegenüber westlichen Ländern zum Ende des Jahres 1989 mit 19,9 Milliarden DM an.